# صامويل أوبونج
صامويل أوبونج (مواليد 7 يناير 2006) هو لاعب كرة قدم غاني يلعب في مركز المهاجم الصريح مع النادي الاهلي في الدوري المصري الممتاز .